# Daktuin
Een daktuin is een tuin die is aangelegd op het platte dak van een gebouw.

## Geschiedenis

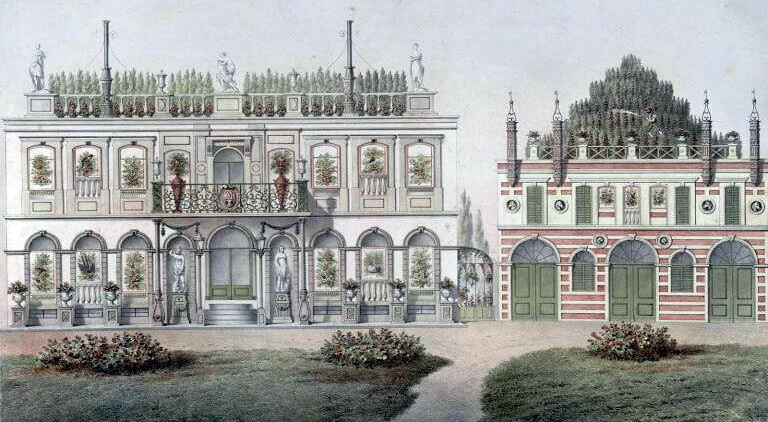
Daktuinen op de noordvleugel van Kasteel Vaeshartelt bij Maastricht (album P. Regout, ca. 1865)

Het principe van planten laten groeien op een gebouw is al eeuwenoud. De hangende tuinen van Babylon kunnen als daktuinen beschouwd worden, hoewel deze zich mogelijk in Ninive bevonden. Een ander voorbeeld is de middeleeuwse stad Fustat in Egypte, welke tuinen bezat die zich op hoge gebouwen bevonden (14 verdiepingen hoog volgens Nasir Khusraw). Deze tuinen hadden hun eigen waterrad voor irrigatie. Een nog bestaande tuin op een middeleeuwse toren is de Torre Guinigi uit circa 1300 in de Italiaanse stad Lucca.
De Maastrichtse industrieel en nouveau riche Petrus Regout liet tussen 1850 en 1860 de noordvleugel van het kasteel Vaeshartelt uitbreiden met een tweetal paviljoens met daktuinen. Deze zijn niet bewaard gebleven.

## Functies
Behalve een decoratieve functie, kan een daktuin ook bijdragen aan de architectuur of klimaatbeheersing van een gebouw, dienen als habitat voor dieren, of een recreatieve functie hebben. In grote steden zijn ruimtes voor tuinen vaak schaars, waardoor een daktuin of dakterras vaak de enige mogelijkheid is om een tuin aan te kunnen leggen.
Hydrocultuur en andere methodes kunnen de mogelijkheden van een daktuin vergroten, bijvoorbeeld door de noodzaak voor aarde of potgrond weg te nemen. Dit voorkomt extra gewicht op het dak.

## Moestuin op het dak
Een andere mogelijkheid voor een daktuin is het kweken van groenten en kruiden. Deze moestuindaken zijn een bekend fenomeen aan het worden in met name de stad. Hierdoor kunnen mensen zonder tuin of balkon toch groenten en kruiden kweken. Ook worden deze moestuindaken succesvol gecombineerd met een restaurant of hotel waarbij de nadruk ligt op het lokaal verbouwen. Een moestuin op het dak kan men direct aanbrengen op de daklaag door het aan brengen van een substraat of door het plaatsen van moestuinbakken en kweektafels.
Vergelijk voor grootschaliger activiteiten op dit gebied ook: Stadslandbouw.

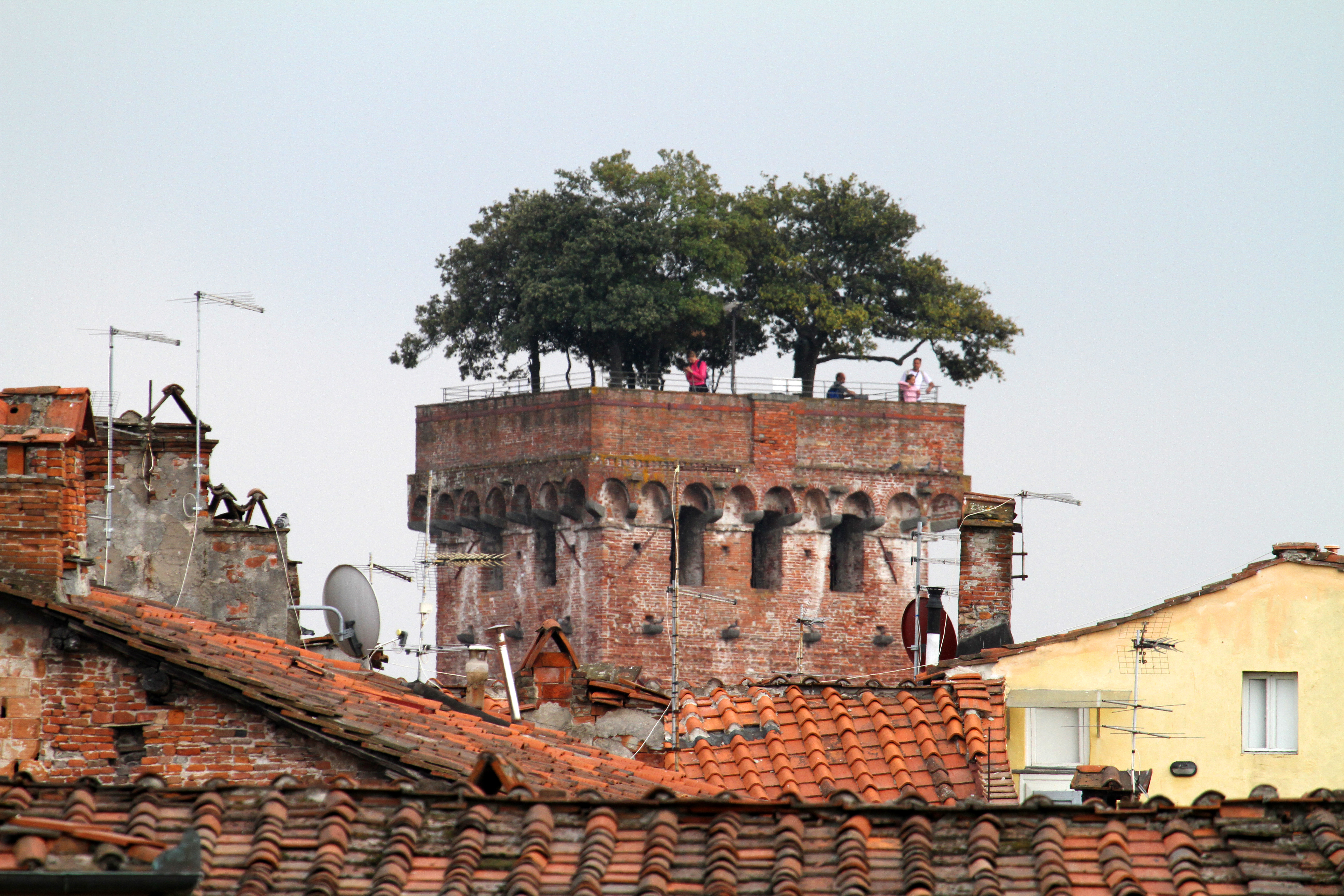
Torre Guinigi, Lucca
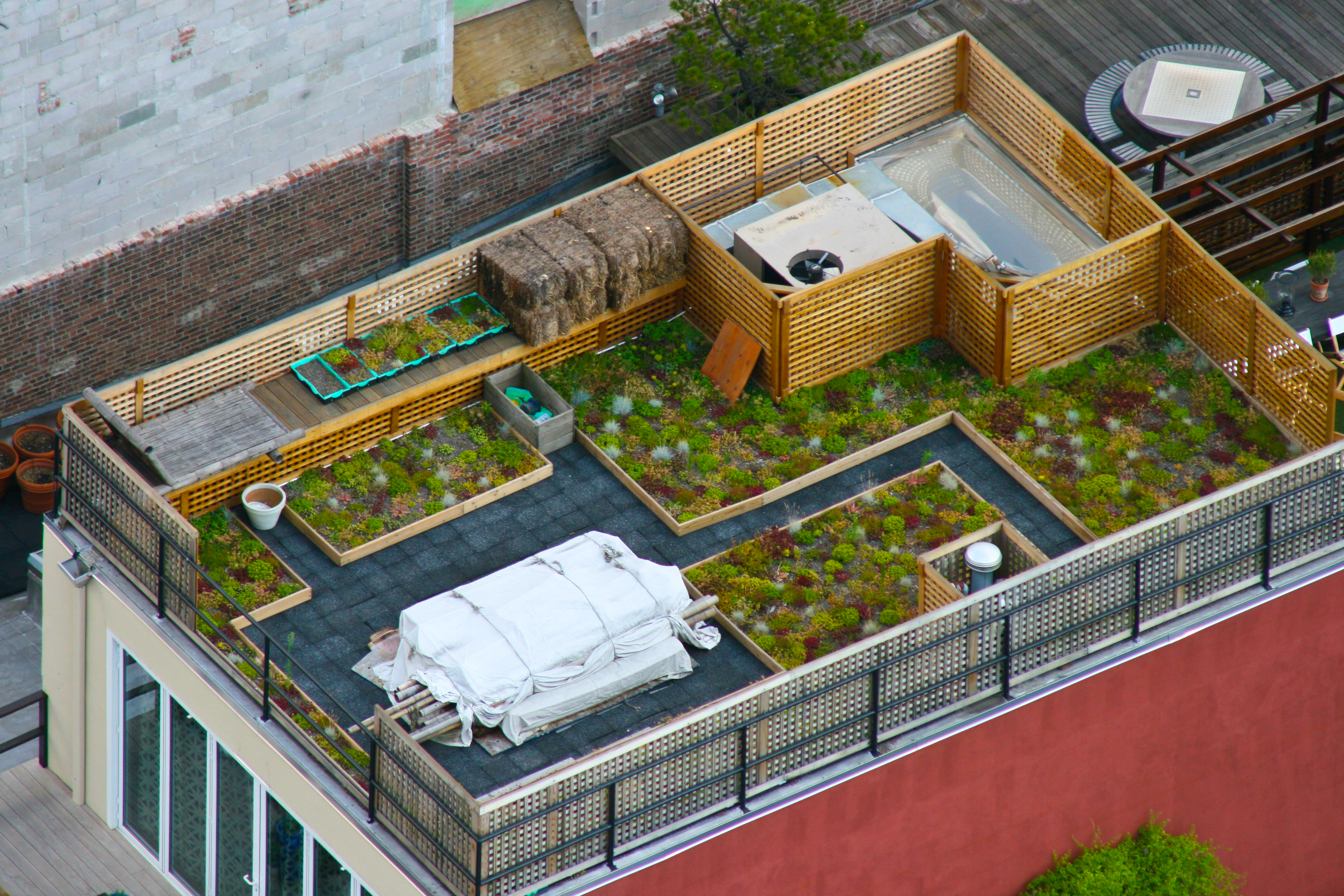
Private daktuin in Manhattan
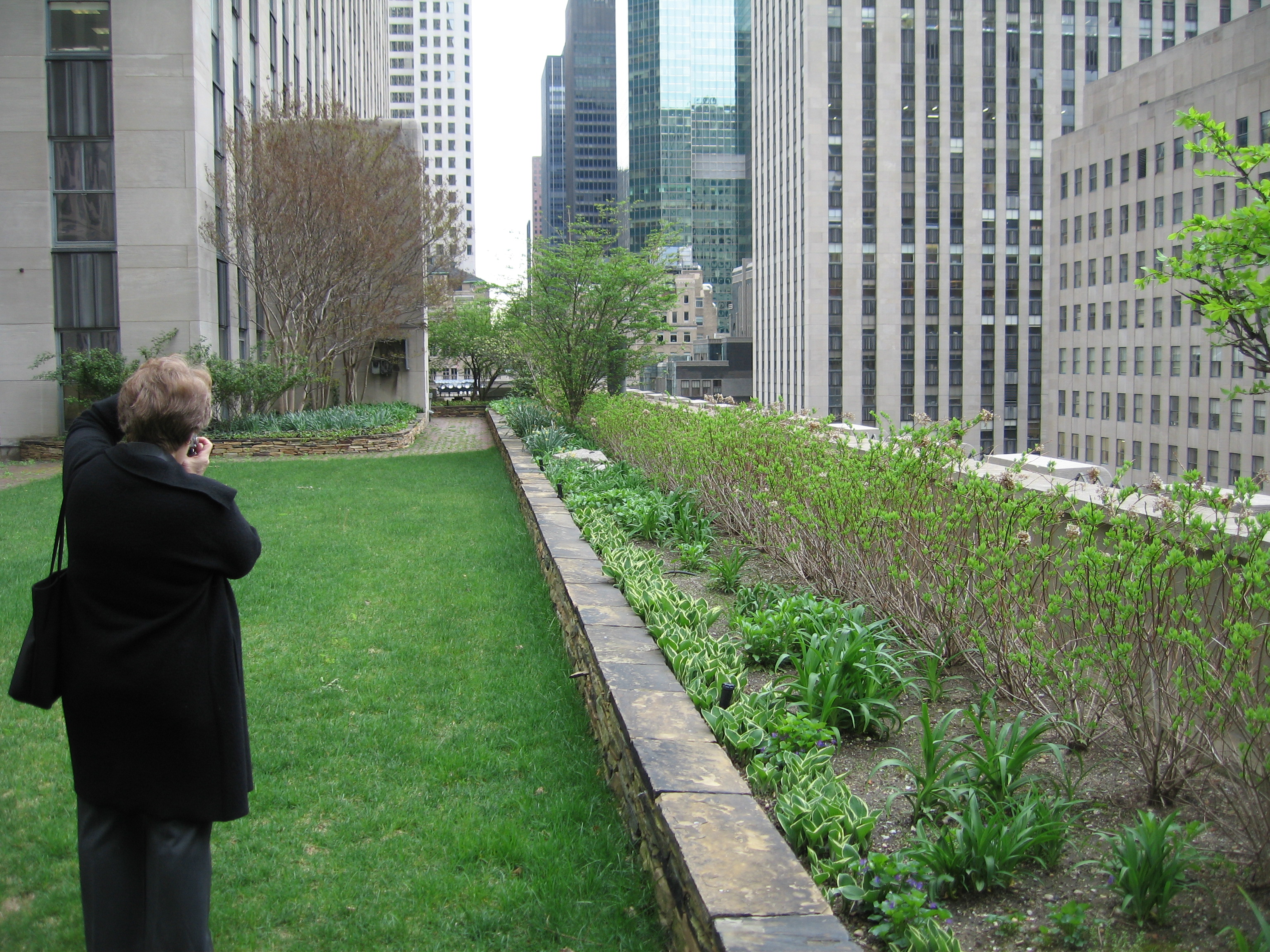
Daktuin Rockefeller Center, Manhattan
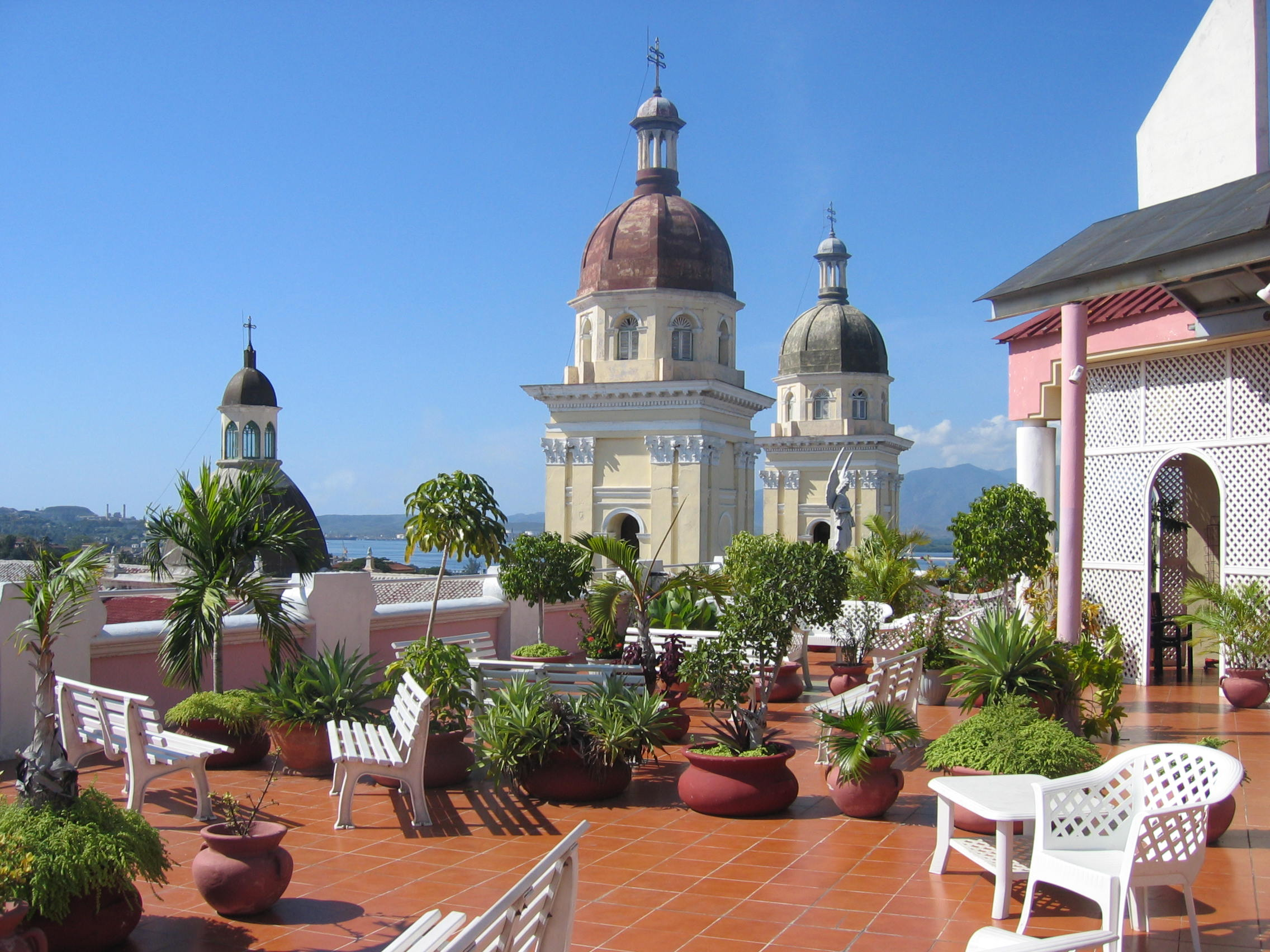
Daktuin Casa Grande hotel, Santiago de Cuba